# اچ‌ام‌اس گریتام (ام۲۶۳۲)
اچ‌ام‌اس گریتام (ام۲۶۳۲) (به انگلیسی: HMS Greetham (M2632)) یک کشتی بود که طول آن ۱۰۰ فوت (۳۰ متر) بود. این کشتی در سال ۱۹۵۴ ساخته شد.